# Distribució univariant

Distribució binomial amb aproximació normal per a n = 6 i pàg = 0,5

En estadística, una distribució univariada és una distribució de probabilitat d'una sola variable aleatòria. Això contrasta amb una distribució multivariant, la distribució de probabilitat d'un vector aleatori (constituït per múltiples variables aleatòries).

## Exemples
Un dels exemples més simples d'una distribució univariada discreta és la distribució uniforme discreta, on tots els elements d'un conjunt finit són igualment probables. És el model de probabilitat per als resultats de llançar una moneda justa, llançar un dau just, etc. La distribució uniforme contínua univariada en un interval [a, b] té la propietat que tots els subintervals de la mateixa longitud són igualment probables.
Altres exemples de distribucions univariades discretes inclouen les distribucions binomials, geomètriques, binomials negatives i de Poisson. A la literatura s'han informat almenys de 750 distribucions discretes univariades.
Exemples de distribucions univariades contínues d'aplicació comuna inclouen la distribució normal, la distribució t de Student, la distribució chisquare, la distribució F, les distribucions exponencials i gamma.